# Юрдос
Юрдо́с (фр. Urdos) — коммуна во Франции, находится в регионе Аквитания. Департамент — Атлантические Пиренеи. Входит в состав кантона Олорон-Сент-Мари-1. Округ коммуны — Олорон-Сент-Мари.
Код INSEE коммуны — 64542.

## География

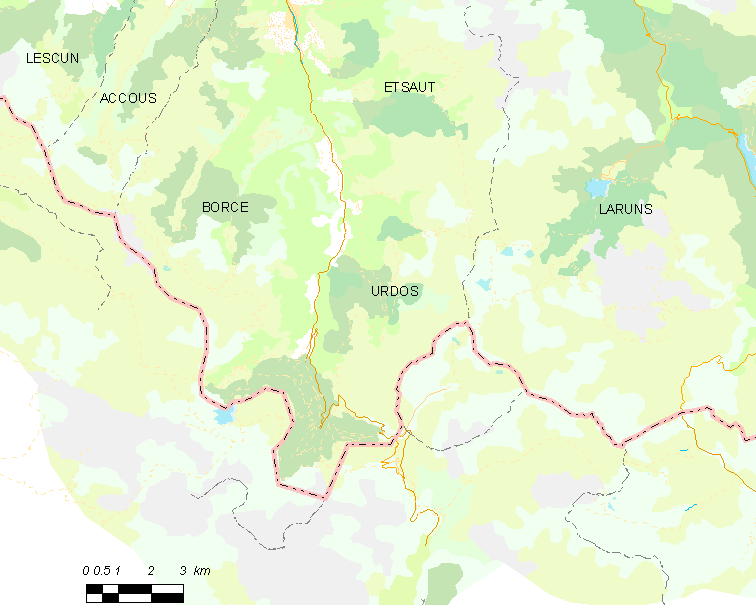
Карта коммуны

Коммуна расположена приблизительно в 710 км к югу от Парижа, в 220 км южнее Бордо, в 50 км к югу от По. Является последним населенным пунктом перед тоннелем «Сомпорт», соединяющим Францию с испанской провинцией Арагон.
На западе коммуны протекает река Гав-д’Асп.

### Климат
Климат тёплый океанический. Зима мягкая, средняя температура января — от +5°С до +13°С, температуры ниже −10 °C бывают редко. Снег выпадает около 15 дней в году с ноября по апрель. Максимальная температура летом порядка 20-30 °C, выше 35 °C бывает очень редко. Количество осадков высокое, порядка 1100 мм в год. Характерна безветренная погода, сильные ветры очень редки.

## Население
Население коммуны на 2010 год составляло 71 человек.
| 1962 | 1968 | 1975 | 1982 | 1990 | 1999 | 2010 |
| ---- | ---- | ---- | ---- | ---- | ---- | ---- |
| 266  | 235  | 179  | 162  | 162  | 108  | 71   |

## Администрация
| Период | Период | Фамилия            | Партия       | Примечания |
| ------ | ------ | ------------------ | ------------ | ---------- |
| 1995   | 2001   | Ивон Казанав       |              |            |
| 2001   | 2003   | Жан-Бернар Ле-Муру |              |            |
| 2003   | 2020   | Жак Маркез         | беспартийный |            |

## Экономика
В 2010 году среди 45 человек трудоспособного возраста (15-64 лет) 38 были экономически активными, 7 — неактивными (показатель активности — 84,4 %, в 1999 году было 67,2 %). Из 38 активных жителей работали 35 человек (18 мужчин и 17 женщин), безработных было 3 (3 мужчин и 0 женщин). Среди 7 неактивных 1 человек был учеником или студентом, 4 — пенсионерами, 2 были неактивными по другим причинам.

## Достопримечательности
- Церковь Св. Марии Магдалины (XIX век)
- Туннель По-Канфран (1909 год). Исторический памятник с 1984 года[4]
- Туннель Сомпор (1910 год). Исторический памятник с 1984 года[5]

## Фотогалерея

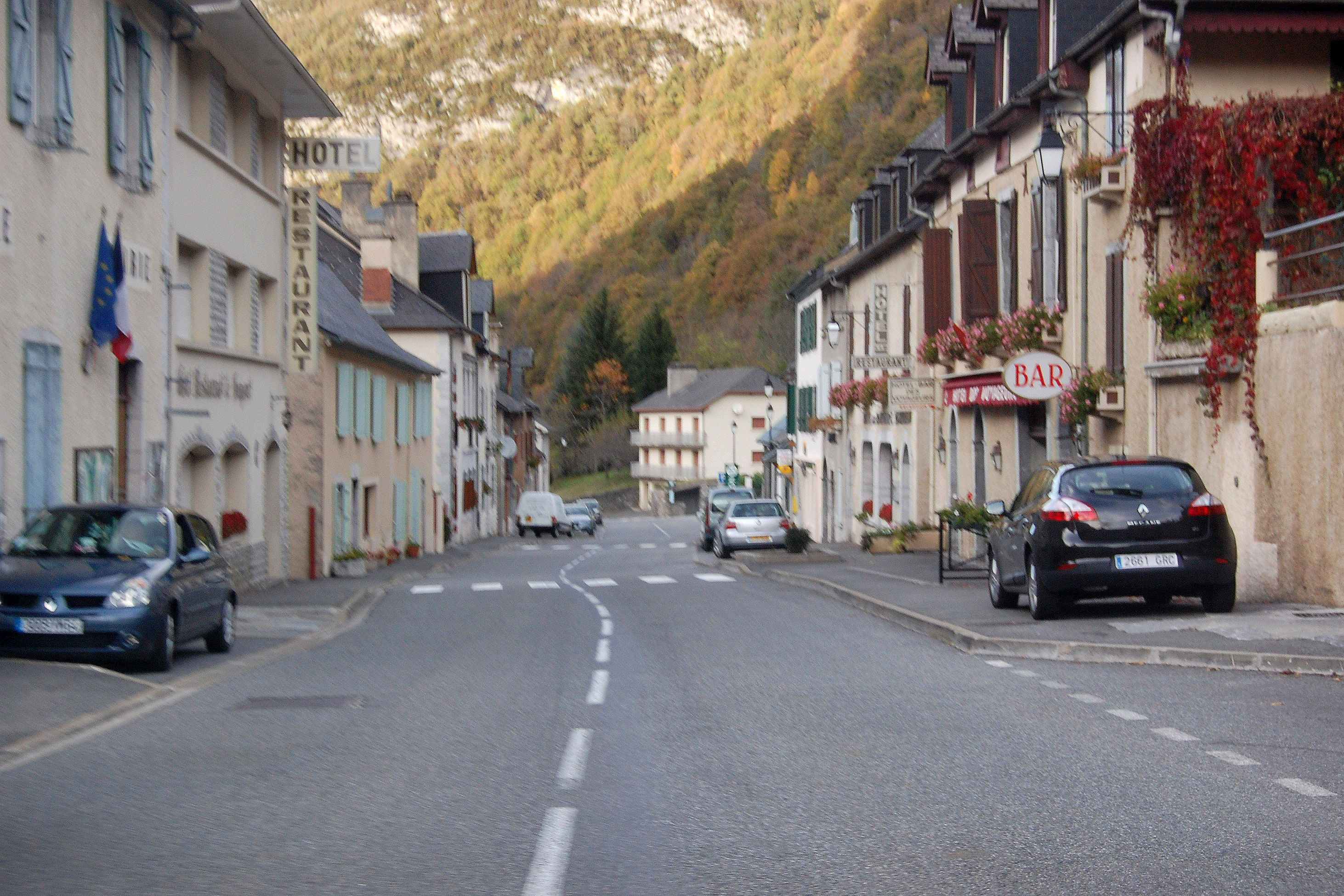
Юрдос
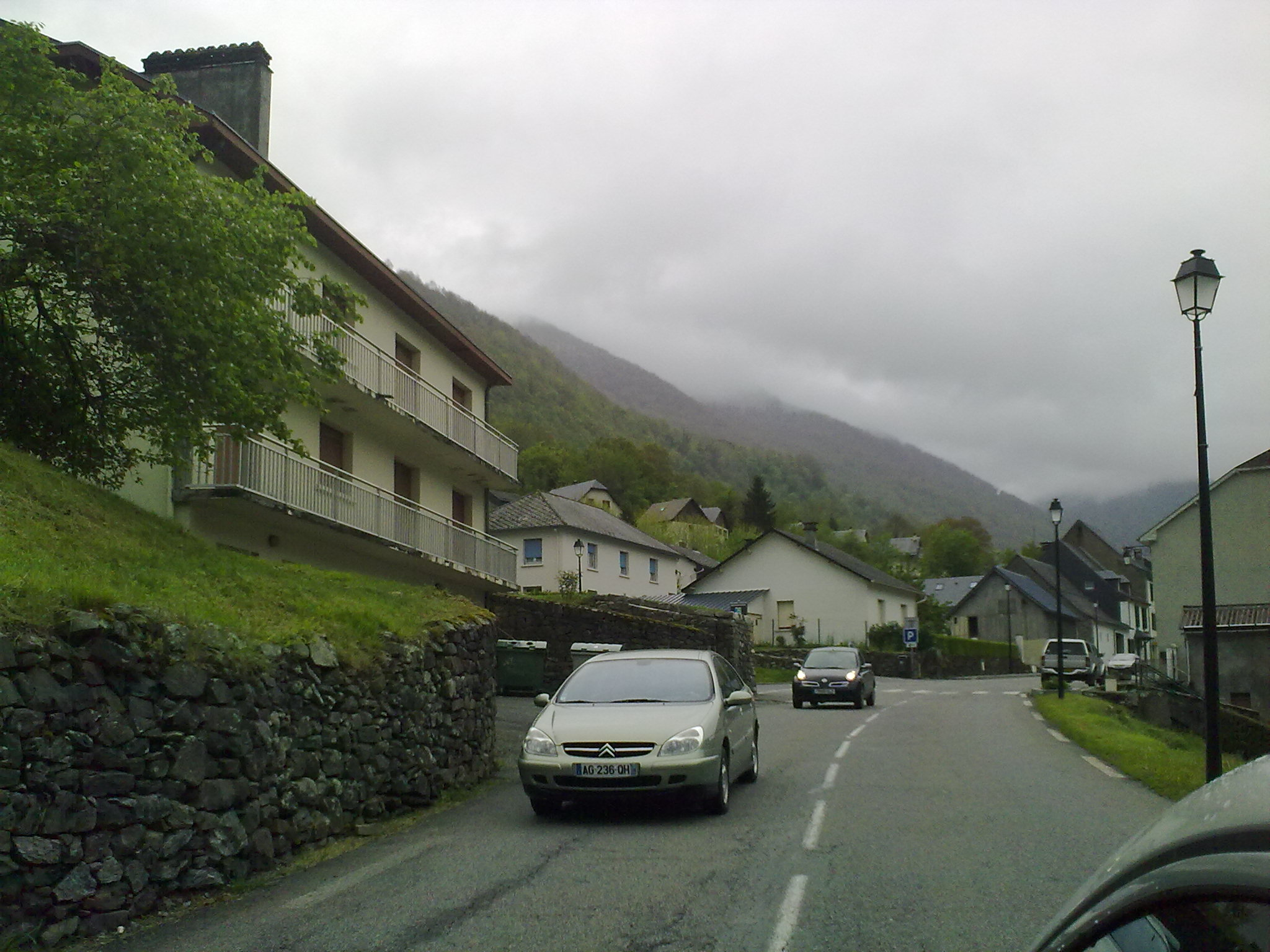
Юрдос
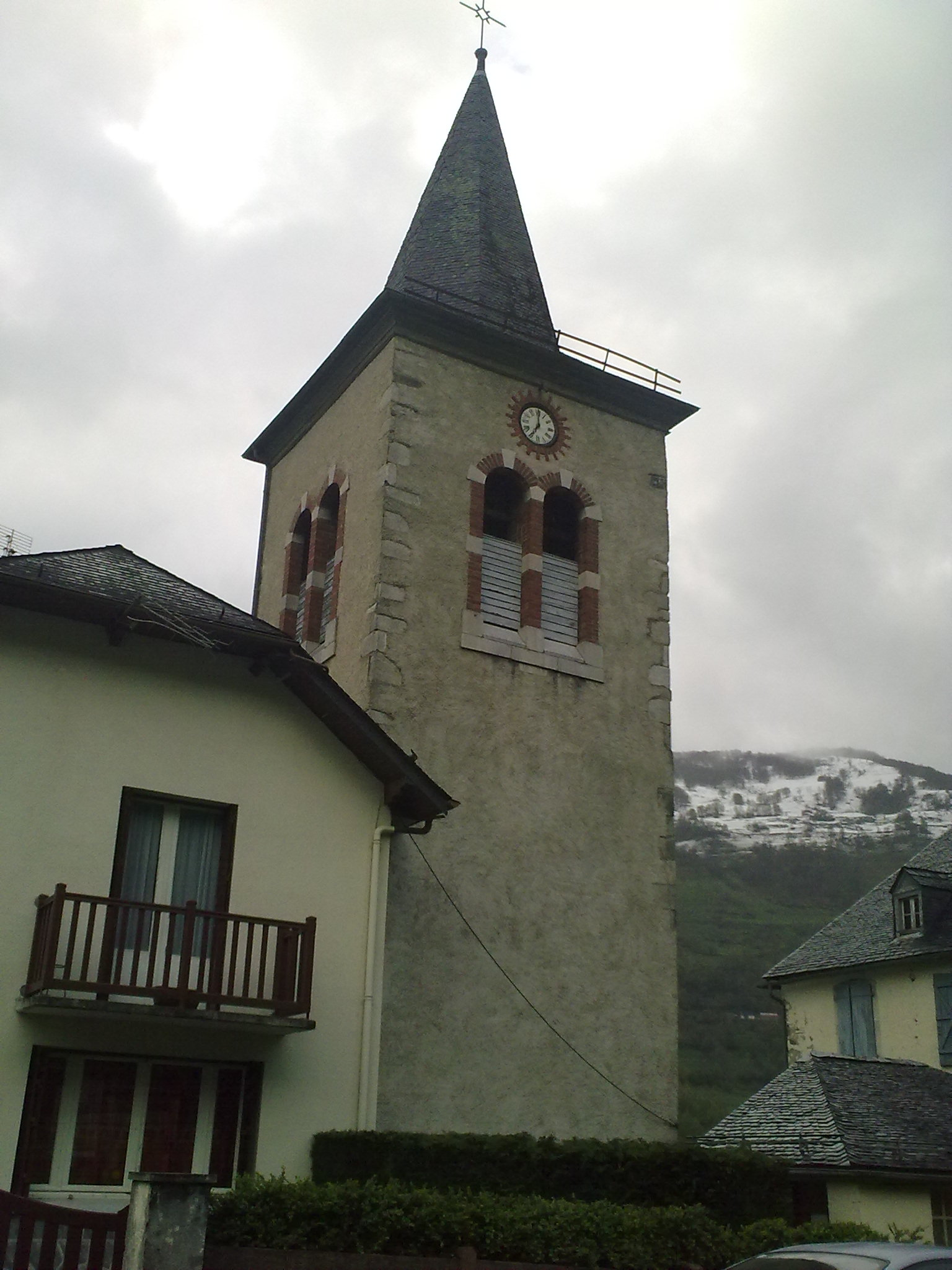
Церковь Св. Марии Магдалины
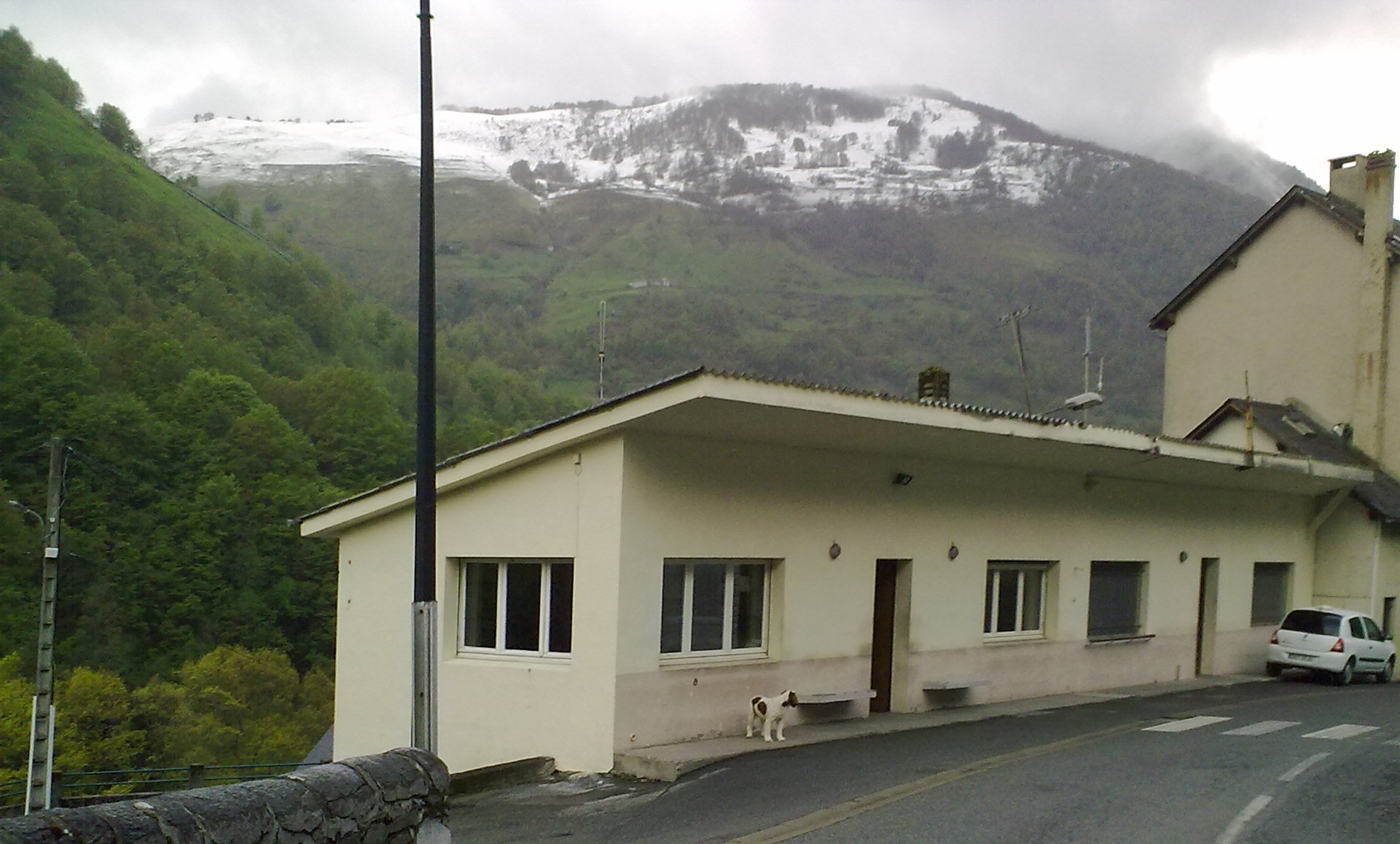
Бывший таможенный пост